# 卡内 (埃罗省)
卡内（法語：Canet，法語發音：[kanɛ] ⓘ）是法国埃罗省的一个市镇，属于洛代沃区。

## 地理
卡内（43°36'6"N, 3°29'26"E）面积7.33 平方千米，位于法国奧克西塔尼大區埃罗省，该省份为法国南部沿海省份，南濒地中海，西南接奥德省，西北接塔恩省和阿韦龙省，东北与加尔省接壤。
与卡内接壤的市镇（或旧市镇、城区）包括：阿斯皮朗、布里尼亚克、克莱蒙莱罗、内比扬、勒普热、普佐勒、圣安德烈-德桑戈尼斯、特雷桑。

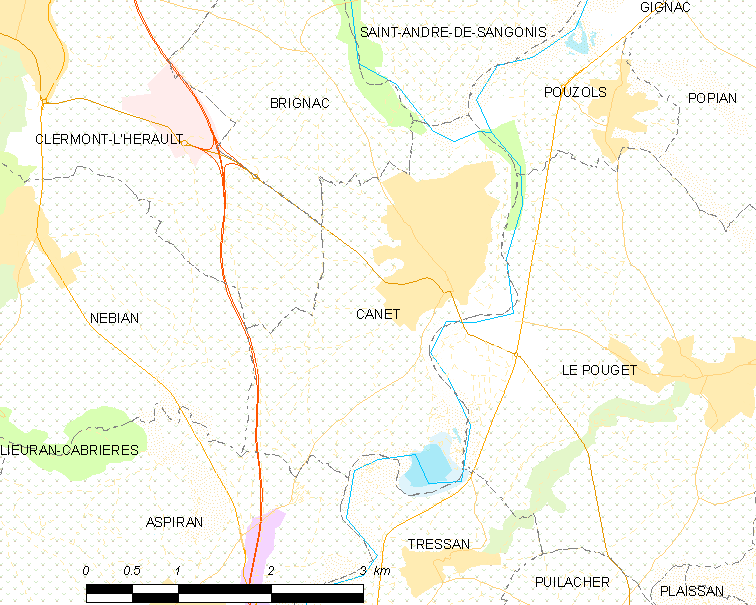
的OSM定位图

卡内的时区为UTC+01:00、UTC+02:00（夏令时）。

## 行政
卡内的邮政编码为34800，INSEE市镇编码为34051。

## 政治
卡内所属的省级选区为克莱蒙莱罗县。

## 人口

1962-2008年间人口变化图示

卡内于2022年1月1日时的人口数量为3600人。